# 汎アメリカ主義
汎アメリカ主義（はんアメリカしゅぎ、英語: Pan-Americanism、汎米主義、パンアメリカニズムとも）は、アメリカ州諸国が外交、政治、経済、軍事の各領域における協力関係を構築する運動である。

## 概要
18世紀にアメリカ合衆国が独立した後、1804年にハイチでハイチ革命が起こり、1810年にはイスパノアメリカでも独立戦争が勃発したことで、特に南アメリカにおいては連帯感が呼び起された。南米北部のシモン・ボリバルと南部のホセ・デ・サン・マルティンなど実際に協力した例もあった。中米ではフランシスコ・モラサンが短期間中央アメリカ連邦共和国の元首を務めた。南米における初期の汎アメリカ主義者は諸植民地が協力してイギリスに勝利したアメリカ独立戦争の影響も受けた。米国では19世紀初頭にヘンリー・クレイとトーマス・ジェファーソンが汎アメリカ主義の原則を提起、直後に大統領ジェームズ・モンローがモンロー主義を掲げてヨーロッパ諸国による米州への干渉を牽制した。
19世紀の南米では軍国主義の風が吹き、1830年にベネズエラとエクアドルが大コロンビアから脱退したほか、1838年に中央アメリカ連邦共和国が崩壊、1825年から1828年までリオ・デ・ラ・プラタ連合州（現アルゼンチン）とブラジル帝国がシスプラティーナ戦争でウルグアイをめぐって争った。続いてアルゼンチン、ブラジル、ウルグアイが1865年から1870年までのパラグアイ戦争でパラグアイを撃破、太平洋戦争でチリがペルーとボリビアを撃破した。しかし、この時期にも汎アメリカ主義は存続しており、パナマ（1826年）、リマ（1847年）、サンティアゴ（1856年）、リマ（1864年）で米州会議が開催された。これらの会議は共同防御を目的としており、現在のパン＝アメリカ会議は1889年から1890年にかけてワシントンD.C.で初めて開催され、ドミニカ共和国を除く全ての米州諸国が参加した。紛争調停や関税調整の条約が採択され、米州国際共和国連合（後の米州機構）が設立された。その後の会議は南米諸国の都市で開催された。
当初の目的だった貿易自由化は達成されなかったが、一部の領域では協力が成立した：
- 医療（汎米保健機構（英語版））
- 地理と歴史（汎米地理歴史研究所（英語版））
- 児童福祉と児童の権利（児童保護のための汎米研究所）
- 女性の権利（汎米女性委員会（英語版））
- 先住民族政策（汎米先住民族研究所）
- 農業（汎米農業研究所）
- 集団的自衛（米州相互援助条約）
- 経済援助（米州開発銀行）
- 人権（米州人権裁判所（英語版））
- インフラ整備（パンアメリカンハイウェイ）
- 平和維持（英語版）（米州平和軍（英語版））